# Skirophorion
Skirophorion (Oudgrieks: Σκιροφοριών) was in het oude Griekenland de naam van de twaalfde en laatste maand van het Attische jaar, die ongeveer samenviel met de tweede helft van juni en de eerste helft van juli.
De naam is afgeleid van de Skíra (Σκίρα) of Skirophória (Σκιροϕόρια), een oud feest ter ere van de godentrias Athena, Poseidon en Demeter, dat in die maand gevierd werd, maar waarover verder weinig bekend is.